# Галстук-бабочка

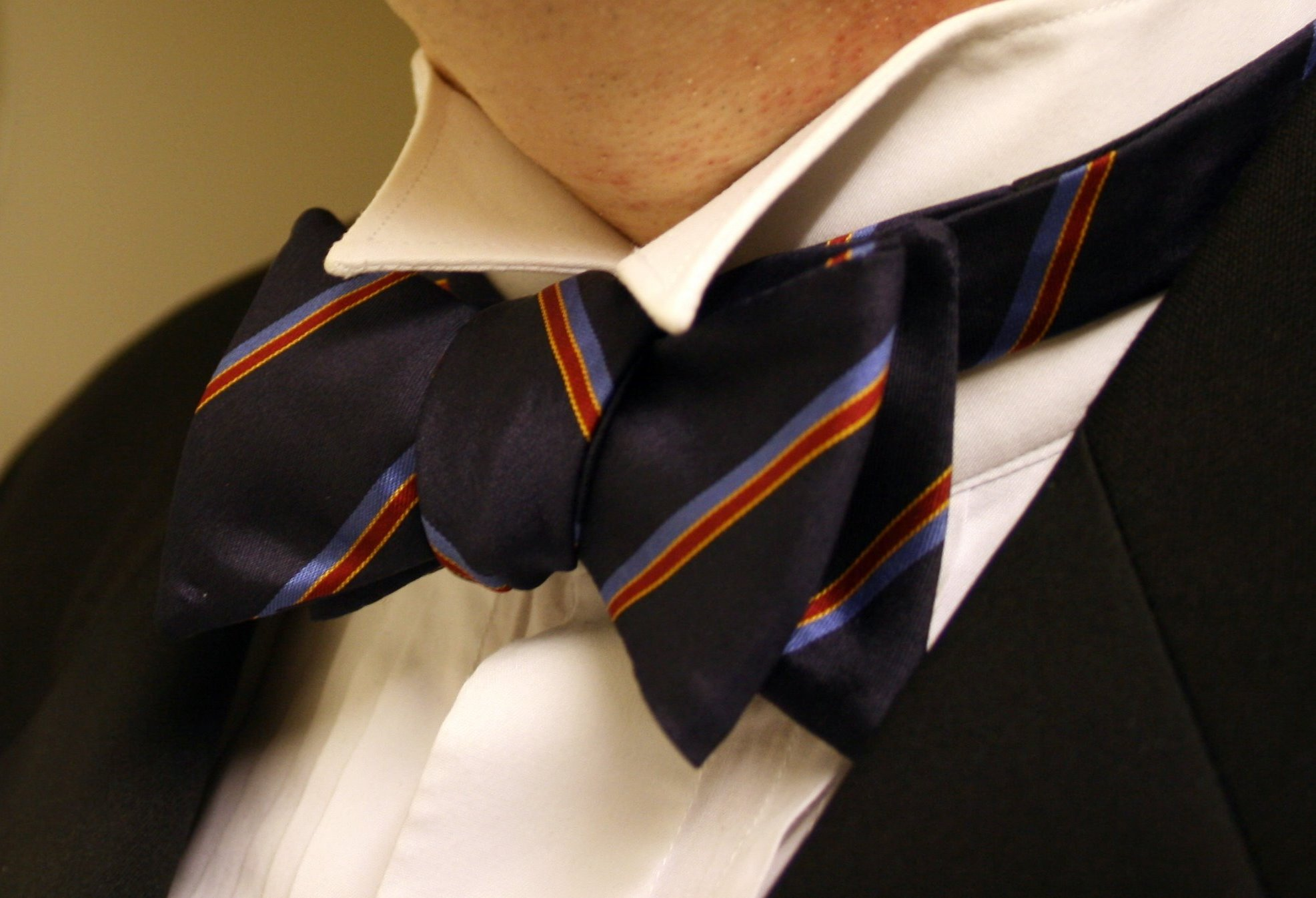
Классический галстук «бабочка»-самовяз

Га́лстук-ба́бочка — тип универсального галстука, как мужского, так и женского. Состоит из тканевой ленты, завязанной вокруг воротника симметричным узлом таким образом, что оба противоположных (ходовых) конца формируют пару полуузлов. Существуют два основных вида галстука-бабочки — классический и предварительно завязанный. Несмотря на внешнюю схожесть, они имеют существенные различия:
- классический галстук-бабочка (self-tie bow tie) состоит из полосы ткани, которую его владелец должен завязывать самостоятельно каждый раз перед использованием, делая узел в виде симметричного банта;
- предварительно завязанные галстуки-бабочки (pre-tied bow tie), на которых узел уже сформирован и прошит нитями, а фиксацию осуществляют на воротнике рубашки с помощью либо пуговицы, либо застёжек, либо специальных резинок, что позволяет носить их людям с разными размерами воротника рубашки.

Галстук-бабочка может быть изготовлен из любой ткани, но чаще всего из шёлка, полиэстера, хлопка или комбинации этих материалов. Шерсть намного реже используют для галстуков-бабочек, чем для обычных галстуков. Нередко этот аксессуар изготавливается с основой из натурального дерева.
В настоящее время галстуки-бабочки чаще всего завязывают «бантиком», как и шнурки на обуви.

## Возникновение и история
Галстук-бабочка впервые появился во время прусских войн XVII века среди хорватских наёмников, которые использовали шарф, обвязанный вокруг шеи, чтобы скрепить открывающиеся вороты своих рубашек. Эту полезную деталь наряда скоро переняли (под названием шейного платка «крават», происходящего от французского croat — «хорват») высшие сословия во Франции, а затем галстук-бабочка, став лидером моды, был весьма популярен в XVIII—XIX веках.
Среди известных исторических личностей — носителей галстуков-бабочек были, в частности, Авраам Линкольн, Уинстон Черчилль, Карл Маркс и Фридрих Энгельс, а также архитектор Ле Корбюзье, для которого этот аксессуар стал частью имиджа. Широко известен снимок, сделанный в Лос-Анджелесе 2 февраля 1931 года на премьере фильма Чарли Чаплина «Огни большого города», на которую знаменитый режиссёр и актёр пригласил не менее знаменитого физика Альберта Эйнштейна: обе звезды запечатлены на совместном фото в галстуках-бабочках.
Считается, что прототип современного галстука-бабочки появился в 1904 году на премьере оперы итальянского композитора Джакомо Пуччини «Мадам Баттерфляй» (от англ. butterfly — бабочка), причём идея принадлежит костюмерам театра Ла Скала, которые по такому случаю предложили оркестрантам надеть изящные галстуки-бабочки. Это произвело впечатление на публику, и новинка вошла в моду у мужчин.

## Современность

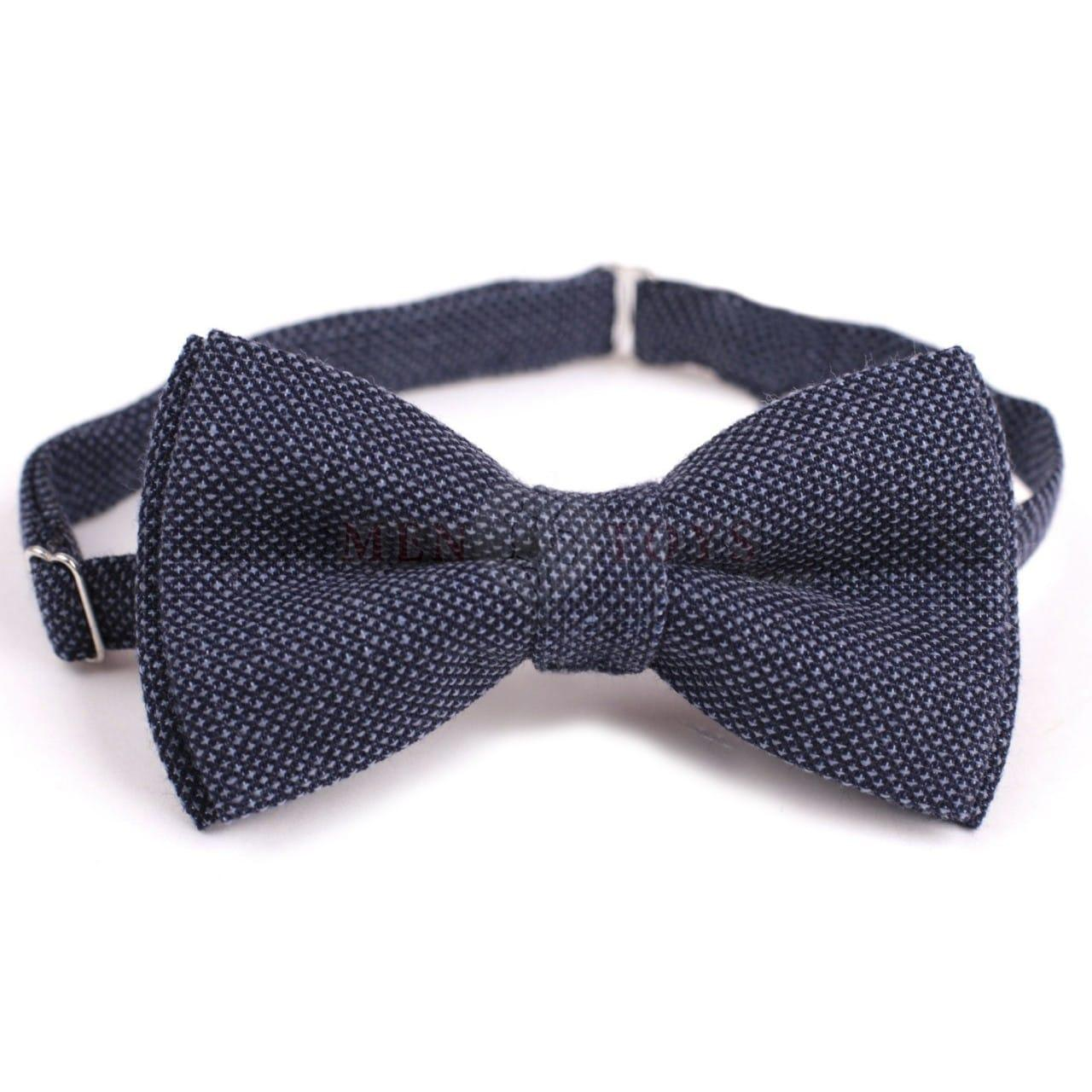
Предварительно завязанный галстук-бабочка

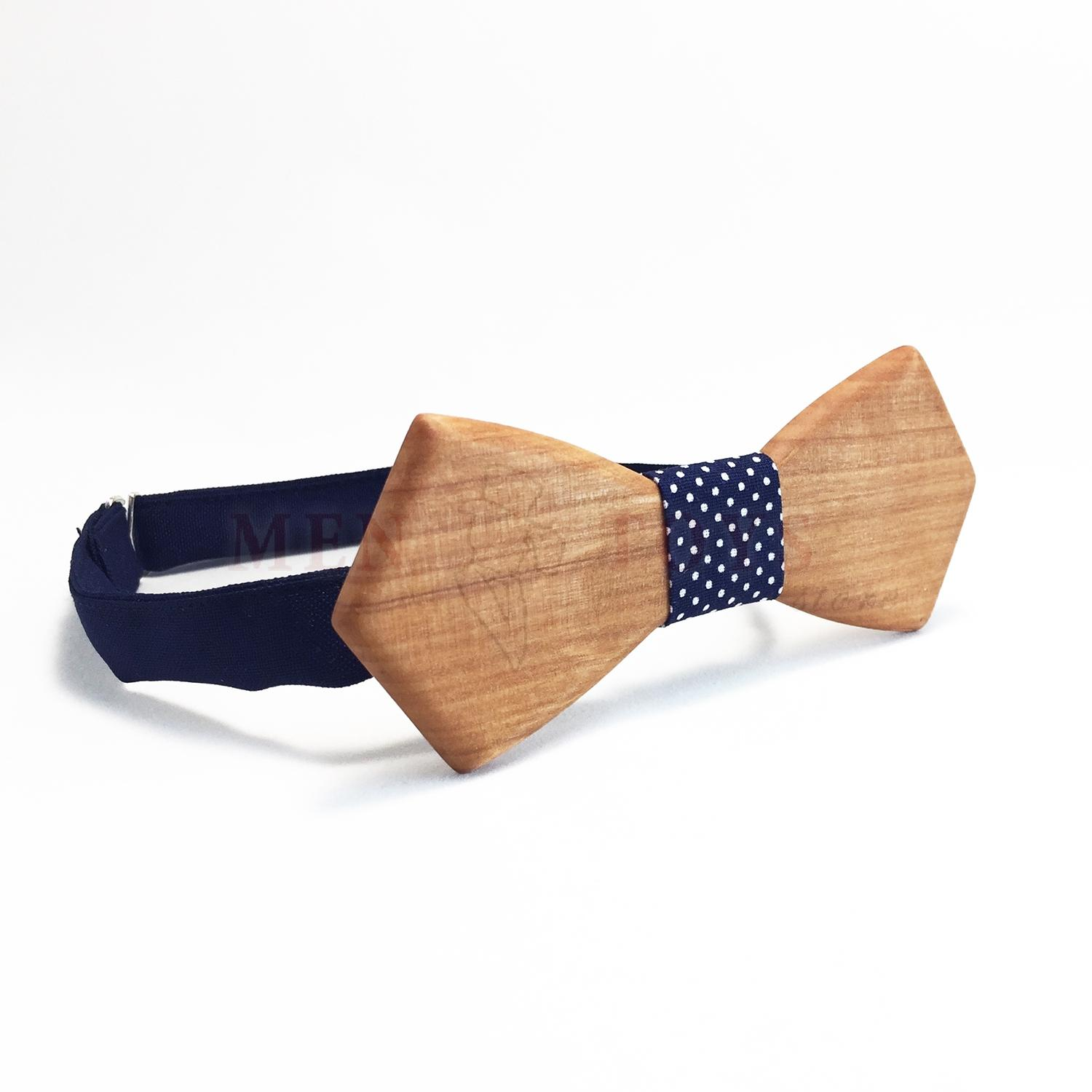
Галстук-бабочка с основой из натурального дерева

Ныне галстук-бабочка зачастую является частью образа фокусников, крупье в казино, судей на боксёрских рингах. По разъяснению А. А. Добровинского, галстук-бабочка — обыденная адвокатская профессиональная униформа в Швейцарии, США, Франции. Этот аксессуар стал своеобразной визитной карточкой ряда героев поп-культуры. Например, в кино известными носителями галстуков-бабочек являются Джеймс Бонд и одиннадцатая инкарнация протагониста сериала «Доктор Кто». Популярен данный вид галстука и среди мультипликационных героев, таких как кот Леопольд, Безумный Шляпник, Кар-Карыч из мультсериала «Смешарики», Гуфи из мультсериала «Гуфи и его команда», Дональд Дак.
Также галстук-бабочка является непременным аксессуаром знатоков интеллектуального клуба «Что? Где? Когда?».
В деловом стиле галстук-бабочку надевают, как правило, в торжественных случаях.

## Типы галстуков-бабочек
Существуют разные виды галстуков-бабочек. До нашего времени дошли 2 основные выкройки и несколько их модификаций:
- Butterfly — классический вид, получивший название из-за формы, напоминающей крылья бабочки. Узкий перешеек между «крыльями» определяет количество складок на узле: чем он тоньше, тем их меньше, а самая широкая часть в классическом варианте составляет 6,5 см.
- Large butterfly — повторяет формы классической «бабочки», но имеет немного больший размер в ширину. Модификация появилась для обладателей внушительной шеи и широкого овала лица, однако это не является правилом, такая «бабочка» может быть использована и человеком со стандартными формами. Самая широкая часть составляет 8—8,5 см.
- Modified butterfly — если классический галстук-бабочка из-за тонкой «талии» имеет мало мелких складок, то у модифицированной разновидности «талия» толще, из-за чего на узле образовывается узор складок. В такой «бабочке» довольно часто ходил Уинстон Черчилль.
- Batwing[4] — ещё один классический вид, получивший своё название от формы, напоминающей крыло летучей мыши. Этот тип не имеет «талии» и напоминает биту для игры в лапту. Из-за отсутствия «талии» складки в узле получаются длинными, обычно с шириной в пределах от 4 до 5 см. Любимая «бабочка» Авраама Линкольна и киноперсонажа Джеймса Бонда.
- Batwing — diamond point — довольно удачный гибрид классических форм, размер которого унаследован от batwing, а «талия» — от butterfly. Концы заострены, и половина завязанной «бабочки» напоминает форму бриллианта, отчего и произошло название этого вида, который (в стандартном размере) подходит девушкам;
- «Виндзор» (Windsor[5]) — завязывают длинной широкой чёрной лентой. У готового галстука длина концов — более 45 см (18 дюймов). Сочетается с воротником Eton. Такой галстук носили поэты и студенты.

## Способ завязывания
Существуют несколько способов завязывания.

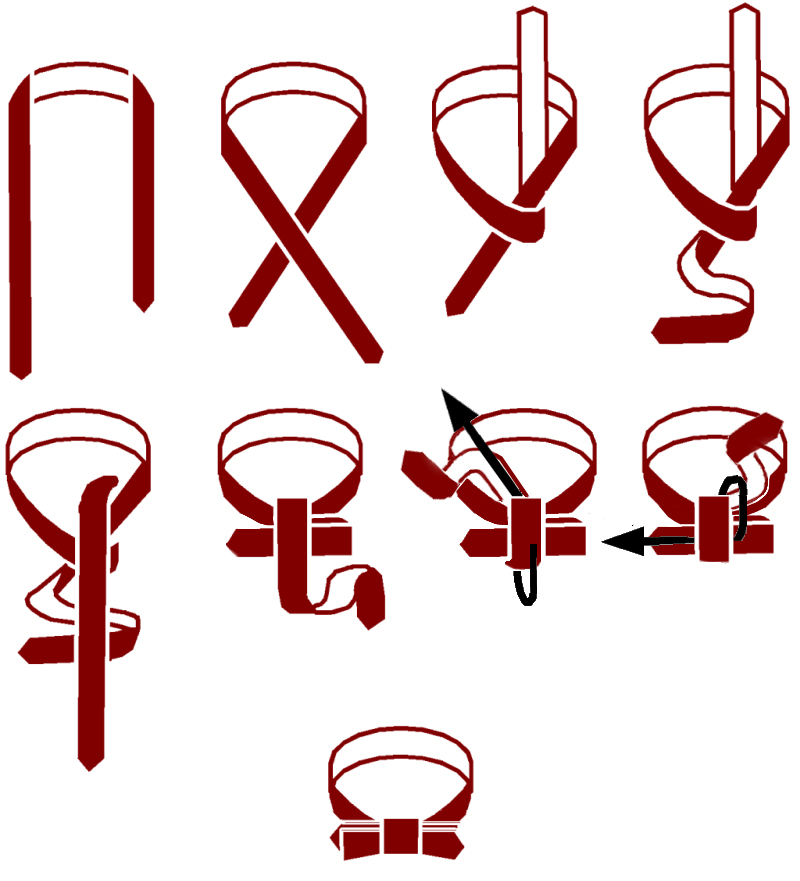
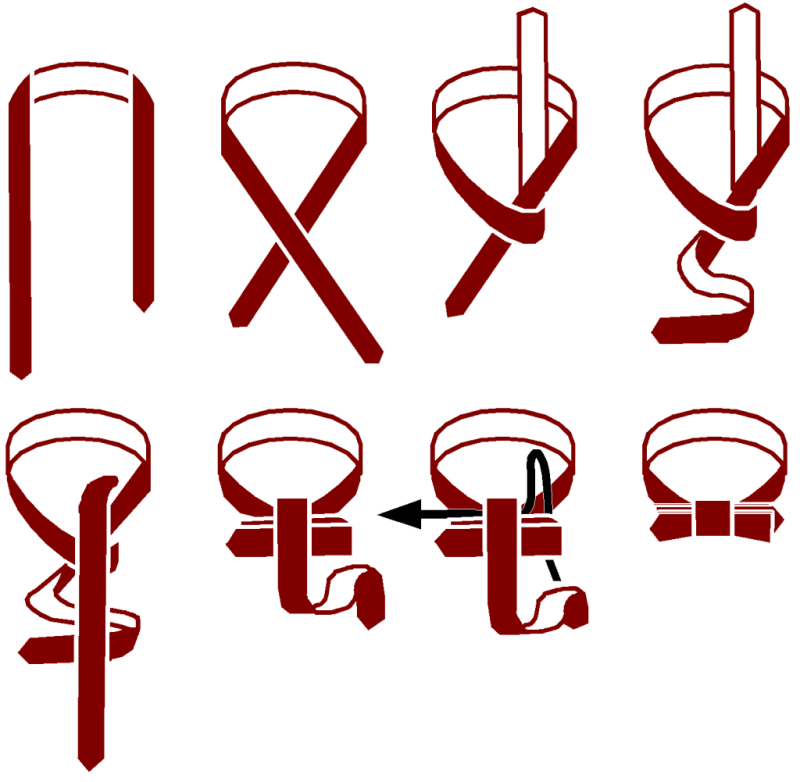
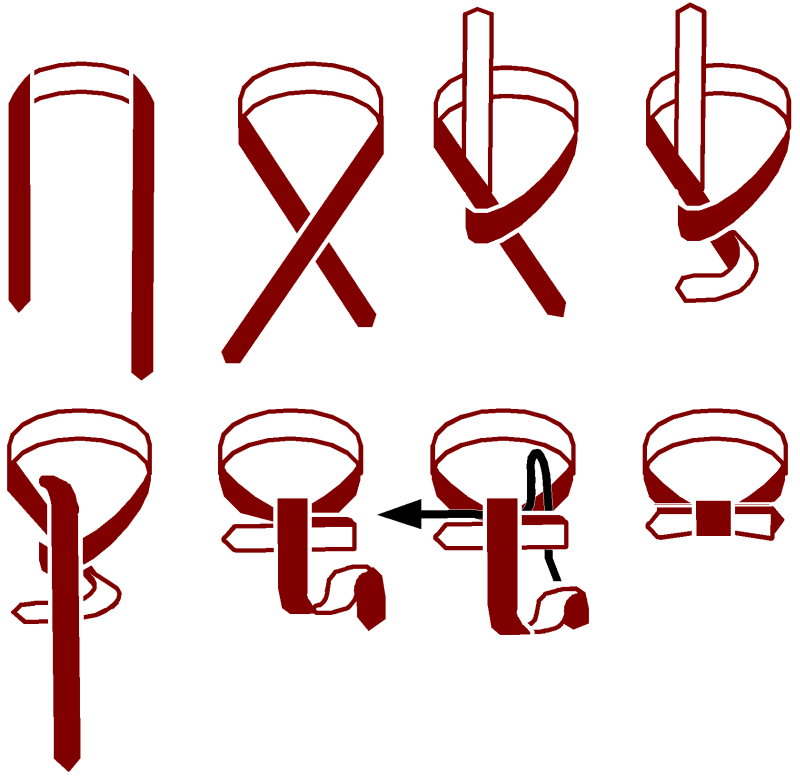

## Галстук-бабочка в логотипах известных компаний
- Chevrolet — логотип известной американской компании — производителя автомобилей[6], используется с 1913 года[7].
- Playboy — известный логотип в виде зайца в галстуке-бабочке.